# Ueberall
Ueberall ou Überall est un périodique illustré allemand qui parut de 1899 à 1919 dans l'Empire allemand et les premiers mois de la nouvelle république. Il était édité à l'initiative de la Ligue de la Flotte allemande et portait le sous-titre de « revue de la Flotte allemande » et plus tard de « revue de la Flotte et de l'Armée ».
Cette revue présentait et débattait des thèmes de la flotte et de la marine et abordait aussi l'actualité de l'Empire colonial allemand, les faits de l'Armée et l'histoire militaire.
Son rédacteur en chef était le korvettenkapitän Hermann Gercke, à Berlin. Plus tard, la revue publia aussi d'autres revues illustrées, comme Sport-Ueberall, Frauen-Ueberall, ou Aerztliches Ueberall. La Société allemande d'histoire militaire utilisait la revue pour publier ses chroniques, mais à partir de 1929 la revue Zeitschrift für Heerreskunde fut la seule utilisée.